# Marks (Mississipi)
Marks és una població dels Estats Units a l'estat de Mississipi. Segons el cens del 2000 tenia 1.551 habitants.

## Demografia
Segons el cens del 2000, Marks tenia 1.551 habitants, 579 habitatges, i 387 famílies. La densitat de població era de 581,4 habitants per km².
Dels 579 habitatges en un 33% hi vivien nens de menys de 18 anys, en un 32% hi vivien parelles casades, en un 29,2% dones solteres, i en un 33% no eren unitats familiars. En el 29,7% dels habitatges hi vivien persones soles el 13% de les quals corresponia a persones de 65 anys o més que vivien soles. El nombre mitjà de persones vivint en cada habitatge era de 2,55 i el nombre mitjà de persones que vivien en cada família era de 3,16.
Per edats la població es repartia de la següent manera: un 28,7% tenia menys de 18 anys, un 8,4% entre 18 i 24, un 26,8% entre 25 i 44, un 16,7% de 45 a 60 i un 19,3% 65 anys o més.
L'edat mediana era de 35 anys. Per cada 100 dones de 18 o més anys hi havia 73,1 homes.
La renda mediana per habitatge era de 20.521 $ i la renda mediana per família de 27.153 $. Els homes tenien una renda mediana de 25.100 $ mentre que les dones 16.985 $. La renda per capita de la població era d'11.104 $. Entorn del 26,1% de les famílies i el 30,3% de la població estaven per davall del llindar de pobresa.

## Poblacions més properes
El següent diagrama mostra les poblacions més properes.